# Lomatia flavitibia
Lomatia flavitibia är en tvåvingeart som beskrevs av Zaitzev 1966. Lomatia flavitibia ingår i släktet Lomatia och familjen svävflugor.
Artens utbredningsområde är Armenien. Inga underarter finns listade i Catalogue of Life.